# Hokus Pokus (film, 1966)
Pour les articles homonymes, voir Hokuspokus.
Pour plus de détails, voir Fiche technique et Distribution.
Hokus Pokus (titre original : Hokuspokus oder: Wie lasse ich meinen Mann verschwinden…?) est un film de procès ouest-allemand réalisé par Kurt Hoffmann sorti en 1966.
Il s'agit de la troisième adaptation de la pièce de Curt Goetz, la deuxième par Hoffmann après celle de 1953 (la première réalisée par Gustav Ucicky date de 1930).

## Synopsis
Agda Kjerulf est accusée d'avoir jeté dans l'eau son mari, le peintre malheureux Hilmar Kjerulf, alors qu'il ne savait pas nager, lors d'une excursion en bateau ensemble. Du coup, ses œuvres se vendent très bien. Le mystérieux Peer Bille prévient le président du tribunal que son assassinat est prévu la veille du procès. Cette nuit-là, Bille utilise des preuves pour montrer que le criminologue Graham, invité par le président pour l'aider, voulait l'assassiner. Il conseille ensuite au président de ne pas utiliser de preuves pour condamner Agda Kjerulf pour avoir manipulé les preuves du meurtre de Graham.
Après la démission de l'avocat d'Agda Kjerulf de son mandat, l'ancien artiste de cirque et plus tard étudiant en droit, Bille, intervient en tant que défenseur fluide, actif et extrêmement spirituel. Après avoir entendu les témoins, le procureur de la République utilise une chaîne de preuves circonstancielles pour exiger la peine maximale pour meurtre. Graham expose Bille comme le peintre d'un tableau de Kjerulf, qu'Agda montre déjà en vêtements de deuil et comme son amant. Le procureur met également Bille sous le coup des soupçons de meurtre. Ce dernier s'identifie comme Hilmar Kjerulf et déclare que le couple a profité du boom sur la base des photos d'un peintre prétendument mort. Le mort est l'alcoolique Gustav Engstrand ; Agda avait promis à sa veuve de belles funérailles (comme Hilmar Kjerulf) qu'il n'aurait pas pu se permettre.

## Fiche technique
- Titre français : Hokus Pokus[2]
- Titre original : Hokuspokus oder: Wie lasse ich meinen Mann verschwinden…?
- Réalisation : Kurt Hoffmann assisté de Dagmar Hirtz
- Scénario : Eberhard Keindorff, Johanna Sibelius
- Musique : Franz Grothe
- Directeur artistique : Otto Pischinger
- Costumes : Pierre Cardin, Ingrid Zoré
- Photographie : Richard Angst
- Son : Gerhard Müller
- Montage : Dagmar Hirtz
- Production : Hans Domnick
- Société de production : Domnick Filmproduktion, Independent Film
- Société de distribution : Constantin Film
- Pays d'origine :  Allemagne de l'Ouest
- Langue : allemand
- Format : Couleur - 1,66:1 - Mono - 35 mm
- Genre : Comédie
- Durée : 100 minutes
- Dates de sortie :
  -  Allemagne de l'Ouest : 3 mars 1966.
  -  Allemagne de l'Est : 12 août 1966.
  -  France : 29 décembre 1967[2].

## Distribution
- Heinz Rühmann : Peer Bille, Hilmar Kjerulf
- Liselotte Pulver : Agda Kjerulf
- Richard Münch : le président de la Cour
- Fritz Tillmann : le procureur de la République
- Stefan Wigger (de) : le marchand d'art Amundsen
- Klaus Miedel (de) : Mr. Graham
- Tatjana Sais : la témoin Kiebutz
- Joachim Teege : le témoin Munio Eunano
- Edith Elsholtz (de) : Anne Sedal
- Käthe Braun : Mme Engstrand
- Gert Haucke : Un policier

## Production
Le film est tourné du 11 novembre au 17 décembre 1965 dans le studio CCC à Berlin-Spandau.